# Krizové řízení v době pandemie

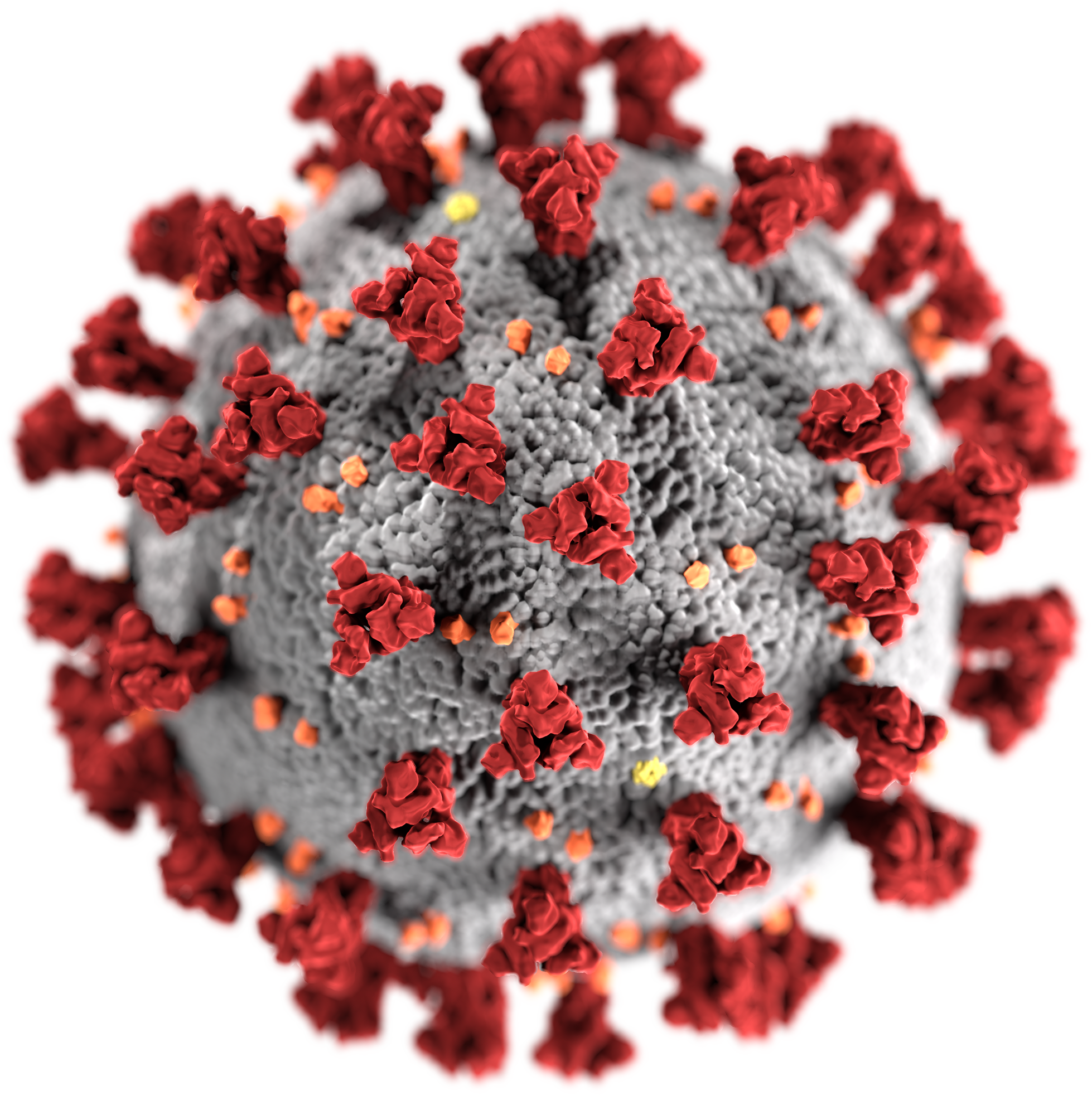
SARS-CoV-2 virus

Krizové řízení je v době pandemie nezbytnou součástí, jak toto období překonat bez závažných dopadů na chod státu, kraje, obce či jiné organizace. Krizové řízení zahrnuje systém krizového řízení a orgány krizového řízení. Definice pandemie je upřesněna v Pandemickém plánu České republiky. Je zde také několik bodů, které popisují šíření viru. Tyto body jsou rozebrány podrobněji níže. 

## Krizové řízení
Dle zákona č. 240/2000 Sb. se krizovým řízením rozumí souhrn řídících činností orgánů krizového řízení, které jsou zaměřeny na analýzu a vyhodnocení bezpečnostních rizik a plánování, organizování, realizaci a kontrolu činností prováděných v souvislosti s přípravou na krizové situace a jejich řešením, nebo na ochranu kritické infrastruktury.
V rámci Evropské unie (dále jen „EU“) byly v posledních letech vytvořeny různé mechanismy krizové koordinace s cílem posílit kapacitu EU pro řešení krizí. Na úrovni Komise byl vytvořen systém rychlého varování ARGUS. Tento systém byl vytvořen za účelem lepší koordinace schopnosti Komise reagovat. Systém spojuje všechny příslušné útvary, aby koordinovaly úsilí, vyhodnocovaly nejlepší možnosti opatření a rozhodovaly o vhodných opatření reakce v případě mimořádné události.
Na úrovni NATO se jedná o jeden ze základních bezpečnostních úkolů. Může zahrnovat vojenská i nevojenská opatření k řešení různých druhů krizí. Lze říci, že se jedná o jednu ze silných stránek NATO, která je založena na zkušenostech, osvědčených postupech krizového řízení a integrované vojenské velitelské struktuře.  NATO využívá: 
- vhodnou kombinaci politických a vojenských nástrojů,
- zkušenosti a nástroje pro provádění operací prevence a řízení krizí,
- schopnosti umožňují řešení velkého spektra krizí,
- poskytuje rámce ve kterém mohou členové aliance spolupracovat a trénovat za účelem plánování a vedení mnohonárodních operací krizového managementu,
- školení a případné spolupráce s dalšími aktéry.[3]

## Krizová situace
Krizovou situací se pak rozumí dle krizového zákona mimořádná událost podle zákona o integrovaném záchranném systému, narušení kritické infrastruktury nebo jiné nebezpečí, při nichž je vyhlášen stav nebezpečí, nouzový stav nebo stav ohrožení státu. Kdo stavy vyhlašuje, důvod jejich vyhlášení, rozsah, v jakém jsou platné a jak dlouho mohou být účinné a za jakých podmínek, znázorňuje následující tabulka.
| Druh                           | Vyhlašuje                     | Důvod | Rozsah                    | Účinnost                                                        |
| ------------------------------ | ----------------------------- | --- | ------------------------- | --------------------------------------------------------------- |
| Stav nebezpečí                 | hejtman nebo v Praze primátor | ohrožení života, zdraví, majetku a životního prostředí v případě, že intenzita nedosahuje značného rozsahu a není jej možné odvrátit běžnou činností správních úřadů, orgánů, krajů a obcí, IZS nebo kritické infrastruktury | Celý kraj nebo část kraje | max. 30 dní, možné prodloužení se souhlasem vlády               |
| Nouzový stav                   | vláda                         | živelné pohromy, ekologické nebo průmyslové havárie, nehody nebo jiné nebezpečí, které významně ohrožuje životy, zdraví nebo majetkové hodnoty anebo vnitřní pořádek a bezpečnost                                            | Celý stát nebo část státu | max. 30 dní, možné prodloužení se souhlasem Poslanecké sněmovny |
| Stav ohrožení státu            | parlament na návrh vlády      | bezprostřední ohrožení svrchovanosti státu nebo územní celistvosti nebo jeho demokratické základy | Celý stát nebo část státu | bez omezení                                                     |
| Zpracováno na základě hzscr.cz |                               | |                           |                                                                 |

## Systém krizového řízení
Systém krizového řízení lze rozdělit do dvou fází. Jedná se o fázi přípravnou a realizační. Přípravná fáze zahrnuje krizové plánování a zajištění připravenosti, které v sobě zahrnuje vycvičení osob a nezbytné materiální potřeby a služby. Krizové plánování dále ještě zahrnuje plánování obrany a civilní nouzové plánování. Realizační fáze se naopak skládá z řešení krizové situace, ve které je zahrnuto provádění činností s cílem potlačit, překonat a zmírnit následky. Popis systému krizového řízení je shrnut v následujícím schématu. 

## Orgány krizového řízení
Orgány krizového řízení jsou upravovány zákonem č. 240/2000 Sb. o krizovém řízení. Mezi tyto orgány patří Vláda ČR, Ministerstva a ústřední správní úřady, Česká národní banka (dále jen „ČNB“), orgány kraje a orgány určené obce.

### Vláda ČR
Při zajišťování připravenosti ČR na krizové situace, jejich řešení nebo ochraně kritické infrastruktury Vláda ČR přiděluje úkoly ostatním orgánům krizového řízení, řídí a kontroluje jejich činnost. Určuje ministerstvo nebo jiný ústřední správní úřad pro koordinaci přípravy na řešení konkrétní krizové situace v případě, kdy příslušnost nevyplývá z působností stanovených ve zvláštním právním předpisu. Zřizuje Ústřední krizový štáb jako svůj pracovní orgán, stanovuje průřezová a odvětvová kritéria pro určení prvku kritické infrastruktury a rozhoduje na základě seznamu od Ministerstva vnitra o prvcích kritické infrastruktury a evropské kritické infrastruktury, jejichž provozovatelem je organizační složka státu.

### Ministerstva a ústřední správní úřady
Zajišťují připravenost na řešení krizových situací v jejich působnosti. Jedná se o zřizování pracoviště krizového řízení. Také zpracovávají plán, který obsahuje souhrn krizových opatření a postupů k řešení těchto situací, krizový plán schvaluje ministr nebo vedoucí ústředního správního úřadu. Jako pracovní orgán zřizují krizový štáb k přípravě na krizové situace a jejich řešení jehož složení a úkoly určí věcné, organizační a administrativní podmínky pro jeho činnost zajistí ministr nebo vedoucí jiného ústředního správního úřadu. Na základě vyžádání jiného ministerstva nebo ústředního správního úřadu zajišťují provedení odborných prací, které vyplývají z jejich působnosti. Také poskytují na požádání podklady ministerstvům, krajským úřadům a obecním úřadům obcí s rozšířenou působností. Dále vyžadují potřebné podklady od krajských úřadů a obecních úřadů obcí s rozšířenou působností a stanovují podřízeným územním správním úřadům povinnost poskytovat na vyžádání podklady pro zpracování krizových plánů krajů.

### Česká národní banka
Při přípravě na krizové situace zřizuje krizový štáb, vede přehled možných zdrojů rizik, provádí analýzy ohrožení a v rámci prevence podle zvláštních předpisů odstraňuje nedostatky, které by mohly vést ke vzniku krizové situace. Dále vytváří podmínky pro nouzovou komunikaci ve vztahu k jiným správním úřadům, krajům, obcím a právnickým či fyzickým osobám. S vládou projednává návrh krizových opatření, která se týkají České národní banky.

### Orgány kraje
Krajský hejtman zajišťuje připravenost kraje na krizové situace, ostatní orgány kraje se podílejí na připravenosti. Hejtman řídí a kontroluje přípravná opatření, činnosti k řešení krizových situací a činnosti ke zmírnění následků prováděná územními samosprávnými úřady s působností na území kraje, orgány obcí s rozšířenou působností, orgány obcí nebo právnickými a fyzickými osobami. Za tímto účelem zřizuje a řídí bezpečnostní radu kraje, krizový štáb kraje, schvaluje po projednání v bezpečnostní radě kraje nouzový plán kraje a vyžaduje od hasičského záchranného sboru kraje údaje podle § 15 odst. 3 krizového zákona.

### Orgány obce
V případě obce starosta zajišťuje připravenost obce na řešení krizových situací a ostatní orgány se na připravenosti podílejí. Starosta obce zřizuje jako svůj pracovní orgán krizový štáb obce za účelem přípravy na krizové situace. Zajišťuje provedení stanovených krizových opatření v podmínkách správního obvodu obce. Správní úřady se sídlem na území obce, právnické a fyzické podnikající osoby jsou povinny stanovená opatření plnit. Dále starosta plní úkoly stanovené starostou obce s rozšířenou působností a orgány krizového řízení při přípravě na krizové situace a při jejich řešení a úkoly a opatření uvedené v krizovém plánu obce s rozšířenou působností.
Co se týče obce s rozšířenou působností (dále jen „ORP“), tak starosta ORP zajišťuje připravenost správního obvodu ORP na řešení krizových situací a ostatní orgány se na připravenosti podílejí. Starosta ORP řídí a kontroluje přípravná opatření, činnosti k řešení krizových situací a ke zmírnění jejich následků prováděná územními správními úřady s působností ve správním obvodu obce ORP, orgány obcí, právnickými a fyzickými osobami ve správním obvodu ORP. Starosta za tímto účelem zřizuje a řídí bezpečnostní radu ORP pro území správního obvodu ORP. Dále organizuje přípravu správního obvodu ORP na krizové situace a podílí se na řešení. Schvaluje po projednání v bezpečnostní radě ORP krizový plán ORP a vyžaduje od hasičského záchranného sboru údaje podle § 15 odst. 3 krizového zákona.

## Pandemie
Pandemický plán ČR definuje pandemii jako epidemii velkého rozsahu, která zasahuje celé kontinenty. Jde o výskyt onemocnění s vysokou četností, která postihuje velké území či kontinent v určitém časovém období. WHO definuje pak pandemie chřipky jako šíření pandemického viru v komunitách minimálně 2 zemí jednoho regionu WHO anebo v jedné zemi z dalšího WHO regionu.
Šíření viru je možné charakterizovat dle pandemického plánu do několika bodů:
- rychlý postup infekce – malé poskytnutí času pro implementaci nutných opatření,
- zahlcení a přetížení zdravotnických zařízení dané nárůstem poptávky po lékařském ošetření či nedostatek odborného zdravotnického personálu ,
- zpožděná a limitovaná dostupnost pandemické chřipkové vakcíny, která je limitována dostupností antivirotik a antibiotik stejně jako léčebných přípravků nutných pro terapii jiných chorob,
- případně nedostatek personálu a výrobků, které jsou výsledkem přerušení klíčové infrastruktury a služeb a plynulosti všech obchodních i vládních sektorů,
- negativní dopad na sociální a ekonomické aktivity komunit přetrvávající dlouho po ukončení období pandemie,
- národní připravenost je pod detailním dohledem veřejnosti, vládních agentur a médií,
- globální stav nouze limituje potenciál mezinárodní pomoci.

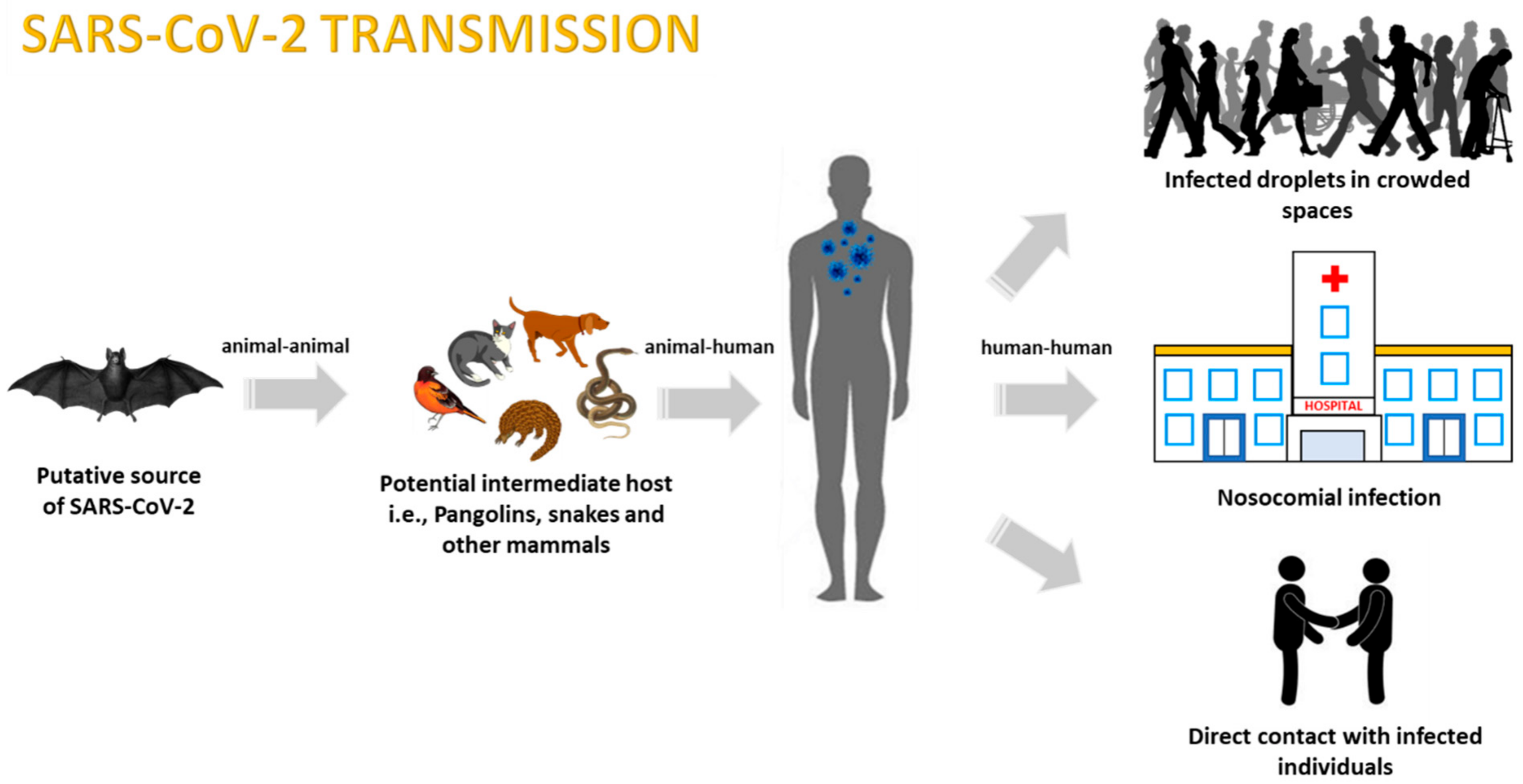
Přenos covidu-19 ze zvířete na člověka a následné šíření viru v populaci

Případy nového koronaviru byly poprvé zjištěny v Číně v prosinci 2019, virus se ale rychle rozšířil do dalších zemí po celém světě. WHO proto dne 30. ledna 2020 vyhlásila stav ohrožení veřejného zdraví mezinárodního znepokojení a dne 11. března 2020 charakterizovala vypuknutí jako pandemii. Dne 25. října 2023 provedla WHO/Evropa několik změn ve svých systémech sledování respiračních virů a hlášení dat. Covid-19 hrál klíčovou roli při poskytování základních informací během raných fází pandemie. Nové informační centrum WHO/Evropa covid-19 nahrazuje předchozí Situační panel covid-19, aby sloužil jako komplexní zdroj poskytující odkazy na nejaktuálnější informace o zdraví, datové sady a produkty týkající se covidu-19. V rámci centra WHO/Evropa a Evropské centrum pro prevenci a kontrolu nemocí každý týden zobrazuje integrovaná data sledování chřipky, covid-19 a respiračního syncyciálního viru v Evropském regionu WHO, včetně EU/Evropského hospodářského prostoru.

## Poučení z pandemie Covid-19
Pandemie Covidu-19 upozornila na efektivitu komunikace o rizicích mimořádných událostí k ochraně veřejného zdraví, včetně šíření dezinformací. Tato studie měla za cíl porozumět těmto výzvám a potenciálním řešením prostřednictvím rozhovorů s předními vládními mluvčími a jejich poradci z celého světa. Rozhovory byly vedeny s 27 jednotlivci zastupujícími vlády z 19 zemí na 5 kontinentech.
Výsledky z rozhovorů hlavních aktérů vedly k identifikaci několika bodů, které by přispěly k lepšímu zvládnutí pandemie. Jedná se zejména o: 
- včasnost
- transparentnost
- koordinaci
- přesnost a důslednost
- odpovědnost a integritu
- nezávislost na politice
- schopnost reagovat
- rovnost
- důvěra a empatie.[8]